# میخائیل بولگاکف
میخائیل آفاناسیویچ بولگاکُف (به روسی: Михаил Афанасьевич Булгаков) (زاده ۱۵ مه ۱۸۹۱، کی‌یف – درگذشته ۱۰ مارس ۱۹۴۰، مسکو) نویسنده، پزشک و نمایشنامه‌نویس مشهور روسی در نیمهٔ اول قرن بیستم بود. مشهورترین اثر او مرشد و مارگاریتا، از شاهکارهای ادبی قرن بیستم است.

## زندگی
میخائیل بولگاکف در ۱۵ مه ۱۸۹۱ در خانواده‌ای فرهیخته در شهر کی‌یف اوکراین متولد گردید. پدرش آفاناسی ایوانویچ دانشیار آکادمی علوم الهی و مادرش، واروارا میخائیلونا دبیر دبیرستانی در شهر کی‌یف بود. پس از تولد فرزند اول، یعنی میخائیل، مادر از تدریس دست کشید و بیشتر وقت خود را به تربیت او اختصاص داد. بعد از میخائیل ویرا- نادژدا- واراوار- نیکلای- ایوان و لینا به جمع خانواده اضافه شدند. در زمان حیات پدر، اصول اخلاقی جدی بر خانه حاکم بود؛ ولی در اثر این شیوهٔ تربیت، میخائیل مرد سر به زیر و مقدسی نشد.

در سال ۱۹۰۱ او را به دبیرستان شمارهٔ یک شهر کی‌یف به نام الکساندر فسکی فرستادند. در آنجا بود که استقلال و خودرایی واپس‌زدهٔ خود را نشان داد. به هیچ گروه یا انجمن سیاسی نپیوست و شخصیت منحصربه‌فرد و نامتعارفش توجه اطرافیان را به خود جلب کرد. گرچه میخائیل دوست داشت دنباله کار پدر را بگیرد اما پدرش علاقه‌مند بود پسرش پزشک شود. میخائیل پس از پایان تحصیلات دبیرستانی در ۱۹۰۹ وارد دانشکده پزشکی دانشگاه دانشگاه کی‌یف شد و در ۱۹۱۶ آن را به پایان رساند.

در سال ۱۹۰۷ پدر بولگاکف، آفاناسی ایوانویچ در گذشت. این حادثه برای خانواده ضربهٔ سنگینی بود؛ زیرا افزون بر وابستگی شدید عاطفی افراد خانواده به پدر، مادر خانواده قادر به تأمین هزینهٔ زندگی آن‌ها نبود. اما خیلی زود، آکادمی علوم الهی، موفق به دریافت حقوق ماهانه از دولت برای میخائیل شد. مبلغی که بیشتر از حقوق پدر بود.

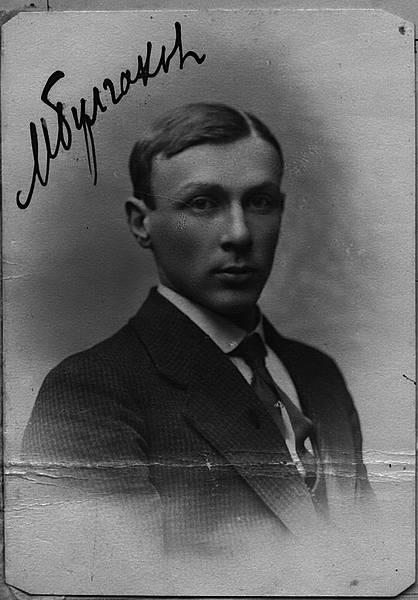
در سال ۱۹۱۶

در بهار ۱۹۱۶، بولگاکف، دانشکدهٔ پزشکی را به پایان رساند و کمی بعد به خدمت سربازی احضار شد. علاقه شخصی بولگاکف به زبان‌ها و ادبیات خارجی باعث شد که در کنار کار پزشکی در زمینه ادبی نیز رشد کند.
در پاییز همان سال ارتش، او را به عنوان پزشک به روستای «نیکلسکی» در منطقهٔ اسمالنسک اعزام کرد. خاطرات این دوران در مجموعهٔ داستان «یادداشتهای پزشک جوان روستا» آمده‌است.
یک سال بعد از اتمام دانشگاهش بود که انقلاب روسیه و به دنبال آن جنگ‌های داخلی درگرفت و بولگاکف به عنوان پزشک در جبهه‌ها فعالیت می‌کرد. در این زمان دو برادر بولگاکف در ارتش سفید با ارتش سرخ مقابله می‌کردند.

او تا سپتامبر ۱۹۱۷ به فعالیت‌های پزشکی خود در «نیکلسی» ادامه داد و سپس به بیمارستان «ویازما» منتقل شد. پس از انقلاب اکتبر سال در فوریه ۱۹۱۷، کی‌یف بازگشت.
بولگاکف همهٔ کوشش خود را برای ملحق نشدن به ارتش به کار برد. با این همه ناچار شد بکی دو روز در ارتش پتلورا خدمت کند، اما از آنجا فرار کرد و در پاییز سال ۱۹۱۹ به ارتش «دنکین» پیوست و به ولادی‌قفقاز اعزام شد و در آنجا به مداوای سربازان و افسرانی که در نبرد با ارتش سرخ مجروح می‌شدند، پرداخت.
با شکست ارتش سفید از انقلابیون سرخ، برادران بولگاکف مجبور به فرار و مهاجرت از سرزمین مادری خود شدند.
هرچند بولگاکف عملاً نشان داده بود که به هیچ گروهی وابسته نیست اما پس از پیروزی بلشویک‌ها، آن‌ها اجازه ندادند فعالیت وسیع ادبی داشته باشد؛ زیرا پدرش مدرس مذهبی و دو برادرش ضدانقلاب و فراری بودند.
بولگاکف در طول زندگی سه بار ازدواج کرد. او در سال ۱۹۱۰ میخائیل با «تاتیانا نیکلایونا لاپا» که دوره دبیرستان را می‌گذراند آشنا شد و این آشنایی در سال ۱۹۱۳ به ازدواجشان انجامید و در سال ۱۹۲۴ به شکست منتهی شد. او در همین سال با لوبوف بلوزسکی ازدواج کرد. این ازدواج هم در سال ۱۹۳۲ به جدایی انجامید و کمی بعد با «یلنا شیلوفسکی» ازدواج کرد. اعتقاد بر این است که «یلنا شیلوفسکی» منبع الهام شخصیت مارگارتا در رمان «مرشد و مارگاریتا» بوده‌است.
بولگاکف سرانجام در دهم مارس ۱۹۴۰ بر اثر نوعی بیماری کبدی موروثی درگذشت و پیکر او را در گورستان نووودویچی مسکو به خاک سپردند.
از آثار بولگاکف که به فارسی ترجمه شده‌اند می‌توان به مرشد و مارگاریتا، دل سگ، برف سیاه و مرفین و تخم مرغ‌های شومو ابلیس نامه نام برد.

## فعالیت‌های ادبی
شکست ارتش سفید در بهار ۱۹۲۰ برایش فاجعه‌ای به حساب می‌آمد و او را به فکر ترک کشور انداخت. اما بیماری سخت او در این روزها سرنوشتش را به کلی عوض کرد. بیماری، فرصتی کافی برای اندیشیدن و تصمیم‌گیری در اختیارش گذاشت. پس از بهبودی، حرفهٔ پزشکی را کنار گذاشت و به خبرنگاری و فعالیت‌های فرهنگی روی آورد. او آغاز فعالیت‌های جدیدش را این گونه توصیف می‌کند:
شبی از شبهای سال ۱۹۱۹ در سکوت پاییزی، زیر نور شمع کوچک داخل یک بطری که قبلاً در آن نفت سفید ریخته بودند، اولین داستان کوتاهم را نوشتم و در شهری که قطار، مرا با خود به آنجا می‌کشاند، آن را برای چاپ به دفتر روزنامه بردم. پس از آن، چند مقالهٔ فکاهی انتقادی مرا چاپ کردند. در اوایل سال ۱۹۲۰، از فعالیت‌های پزشکی دست کشیدم و به‌طور جدی به نوشتن پرداختم.

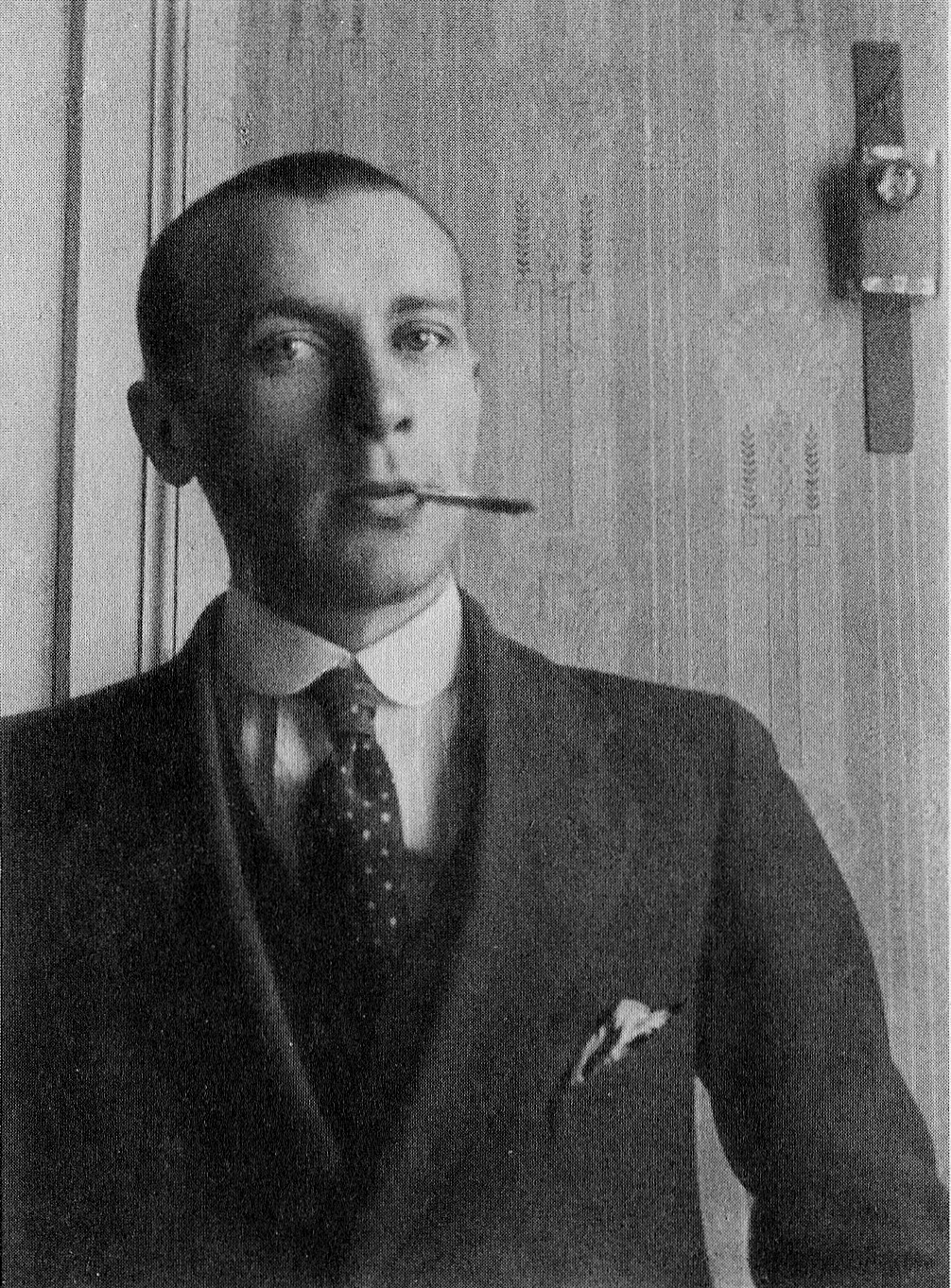
دهه ۱۹۱۰

روزگار سختی برای او بود سرگردان از شهری به شهری به دنبال سرنوشت بود. کی‌یف، ولادی‌قفقاز، تفلیس و سرانجام به مسکو رسید. جایی که تا پایان عمر در آنجا ماندگار شد.
بولگاکف در سال ۱۹۲۱ به مسکو رفت. در این زمان مرگ مادر، آخرین پیوندهای او را با شهر دوران کودکیش، کی‌یف قطع کرد و باعث شد که برای همیشه در مسکو بماند. در آنجا، در بخش فرهنگی سیاسی سازمانی که به اختصار «لیتو» خوانده می‌شد، به کار پرداخت. دیری نگذشت که «لیتو» در اثر مشکلات مالی بسته شد، از آن به بعد، بولگاکف کاملاً خود را وقف نوشتن کرد.

از سال ۱۹۲۲ تا سال ۱۹۲۵، مجلهٔ سرخ برای همه، و روزنامه‌های «منظرهٔ سرخ، بلندگو، سرخ، کارمند پزشکی و بوق» پر از مقالات و داستان‌های کوتاه بی امضای او یا با اسامی مستعاری چون: م. بول، م. ناشناس، اما_ ب، بودند. این نوشته‌ها به علت جمع‌آوری نکردن روزنامه‌ها از بین رفته‌اند. زندگی بولگاکف با انتشار ابلیس نامه دگرگون شد. این داستان، توجه مجامع فرهنگی را به خود جلب کرد و نام او را به عنوان یک نویسندهٔ برجستهٔ طنزپرداز بر سر زبان‌ها انداخت.
سال ۱۹۲۵ برای او سالی پر از تنش بود. رمان مورد علاقهٔ نویسندهٔ یعنی گارد سفید اجازهٔ انتشار یافت و داستان‌های تخم مرغ‌های شوم و دل سگ در مجلات مختلف به چاپ رسید.

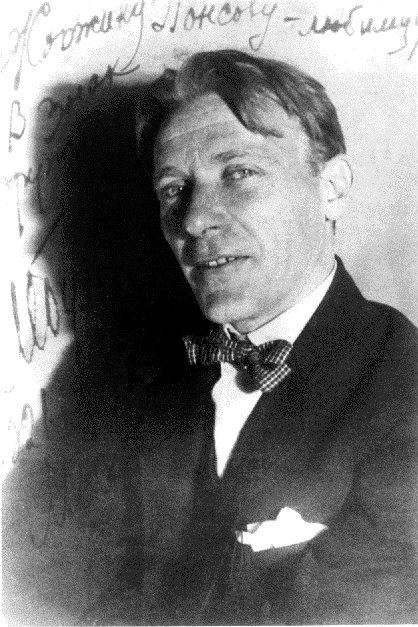
در سال ۱۹۲۶

در سال ۱۹۲۴ کتاب گارد سفید را به پایان رساند. تنها بخش‌هایی از این کتاب اجازه انتشار یافت و به شکل کامل، سال‌ها بعد از مرگش منتشر شد. او در این کتاب دربارهٔ افسری روسی صحبت می‌کند که در ارتش سفید بودند و پس از شکست خوردن از کشور فرار کرده و سرنوشت خویش را نه به عنوان یک سرخ یا سفید، بلکه به عنوان یک انسان می‌نگارد. افزون بر این، انتشارات «ندار» اولین مجموعهٔ داستان او را منتشر کد. اما اجازهٔ انتشار قسمت دوم رمان «گارد سفید» و چاپ داستان‌های «تخم مرغ‌های شوم» و «دل سگی» به صورت کتاب داده نشد و کتاب «مجموعه داستان‌ها» هم پس از انتشار، توقیف و تمام نسخه‌های آن از بین برده شد.
در سال ۱۹۲۶ او این رمان را تبدیل به نمایشنامه کرد. اجرای نمایشنامه با استقبال روبرو شد. به دلیل ذکر واقعیت‌ها و برخوردی عاطفی با قضیه، مردم در حین اجرای نمایشنامه می‌گریستند.
نمایشنامه گارد سفید از آن جهت بر روی صحنه آمد که استالین از آن خوشش آمده بود. اما بسیاری از آثار دیگر بولگاکف اجازه چاپ نیافت به‌طوری‌که شرایط زندگی را بر او سخت کرد؛ و وی در ۱۹۳۰ نامه به استالین نوشت و از او خواست که به او اجازه کار و فعالیت آزاد داده شود یا اجازه دهند از کشور خارج شود. استالین دستور داد او را در تاتری مشغول به کار کنند. اما این کار دهنش را نبست و او همچنان به نوشتن آثاری ادامه داد که روزگار دیکتاتوری را حداقل به‌طور سمبلیک به تصویر می‌کشید از بین آثار بولگاکف دو کتاب قلب سگی (در ایران به نام دل سگ) و مرشد و مارگایتا از اهمیت زیادی برخوردارند؛ زیرا در آنان به‌طور نمایانی به جو اختناق پرداخته‌است. کتاب قلب سگی او تا آخرین لحظه‌های عمر حکومت کمونیستی اجازه انتشار نیافت.

از استعداد بولگاکف علی‌رغم هوش و ذکاوت و قلم توانایش به دلیل مخالفت با وضعیت زمان خود، استفاده لازم نشد، آثارش توقیف می‌شدند. کار در تئاتر را به دلیل نمایشنامه جنجال‌برانگیز «دار و دسته دو روها» از دست داد.
منتقدان و نویسندگان مشهوری چون س _ آنگارسکی، آ _ وارونسکی، بولگاکف را یک نابغهٔ ادبی معرفی کردند و در مقابل نیز نیش قلم گروهی دیگر از منتقدان به سمت او نشانه رفت. به هر حال، موفقیت‌هایی که او آن سال در تئاتر کسب کرد، همهٔ شکست‌ها را جبران کرد.
در اوایل سال ۱۹۳۰، دو بخش رمان «گارد سفید» چاپ شد و نگارش نمایشنامه‌های «آپارتمان زویکا»، «دو» و «جزیرهٔ ارغوانی» به پایان رسید.
پنجم اکتبر سال ۱۹۲۹ بولگاکف شروع به نوشتن نمایشنامهٔ دربارهٔ زندگی مولیر با نام «زیر یوغ ریاکاران» کرد. این نمایشنامه در اکتبر سال ۱۹۳۱ اجازه یافت به روی صحنه برود و در ژانویه ۱۹۳۲ هم در سالن تئاتر آکادمی هنر مسکو به اجرا درآمد.
در سال ۱۹۳۵ با «شوستاکویچ» و «پاسترناک» آشنا شد و این آشنایی به دوستی آن‌ها انجامید. دو نمایشنامهٔ «ایوان و اسیلویچ» و «آخرین روزها» در این سال نوشته شدند. از سال ۱۹۳۶ تا ۱۹۳۷ بولگاکف روی «رمان تئاتری» که نام‌ها دیگر آن «یادداشتهای مرد مرده» و «برف سیاه» بود، کار می‌کرد.
در ۱۹۳۴ اولین نسخهٔ رمان مرشد و مارگاریتا و در سال ۱۹۳۸ متن اصلاح شده و کامل تر آن نوشته شد. بازنگری و تکمیل این رمان تا واپسین روزهای زندگی بولگاکف ادامه داشت.

در سال ۱۹۳۸ بولگاکف، با وجود بروز نشانه‌های بیماری پدرش در خود، از کار ادبی دست نکشید و نمایشنامهٔ با الهام از دن کیشوت و به همین نام و سرانجام آخرین نمایشنامهٔ خود به نام «باتوم» را به رشتهٔ تحریر درآورد.

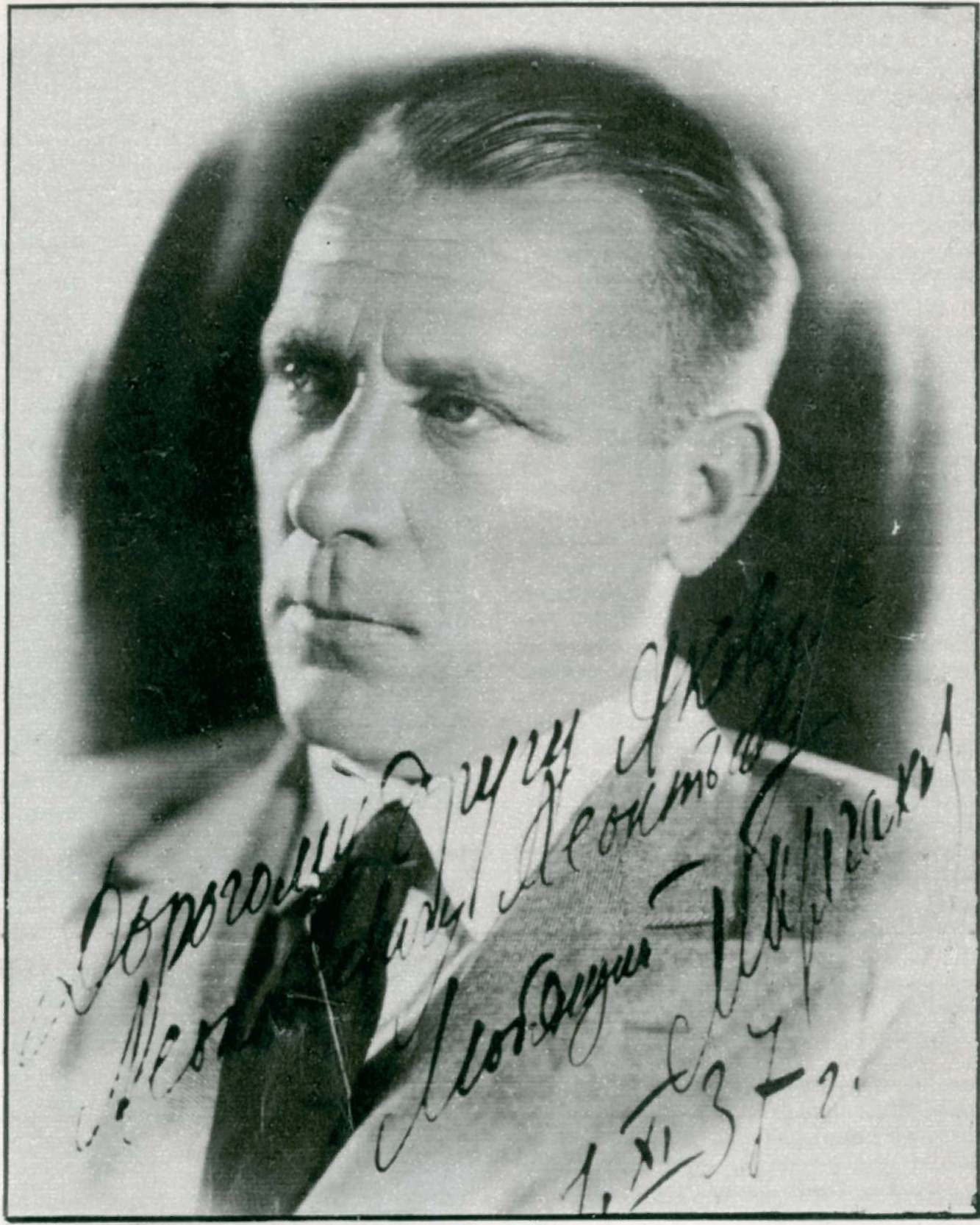
در سال ۱۹۳۷

### رمان
- مرشد و مارگاریتا رمان
- یادداشت‌های روزانهٔ یک پزشک جوان
- دل سگ رمان
- گارد سفید
- برف سیاه
- تخم مرغ‌های شوم
- دست نوشته‌ها نمی‌سوزند

### نمایشنامه
- ایوان واسیلیویچ، ترجمه عباس علی عزتی، انتشارات افراز، تهران ۱۳۹۷.
- جزیره سرخ، ترجمه مهران سپهران، نشر قطره، تهران ۱۳۹۳.
- خانه زویا، ترجمه عباس علی عزتی، انتشارات افراز، تهران ۱۳۹۷.
- مولیر (براساس زندگی مولیر کمدین سرشناس فرانسوی)، ترجمه عباس علی عزتی، انتشارات افراز، تهران ۱۳۹۷.
- ژوردن کم‌عقل، ترجمه عباس علی عزتی، انتشارات افراز، تهران ۱۳۹۴.
- آدم و حوا، ترجمه مهران سپهران، نشر قطره، تهران ۱۳۹۳.
- دن کیشوت (اقتباس نمایشی از شاهکار سروانتس), ترجمه عباس علی عزتی، انتشارات افراز، تهران ۱۳۹۲.
- جنگ و صلح (اقتباس نمایشی از شاهکار تالستوی), ترجمه عباس علی عزتی، انتشارات افراز، تهران ۱۳۹۲.
- نفوس مرده (اقتباس نمایشی از شاهکار گوگول), ترجمه آبتین گلکار، نشر هرمس، تهران، ۱۳۹۰.
- پتر کبیر (براساس زندگی تزار پتر کبیر)
- روزهای واپسین (براساس زندگی الکساندر پوشکین)
- باتوم (براساس سرگذشت‌های دوره جوانی استالین)
- فرار
- خوشبختی